# Pink Friday: Roman Reloaded
Pink Friday: Roman Reloaded, такође познат само као Roman Reloaded, други је студијски албум тринидадске реперке, Ники Минаж. Издат је 2. априла 2012. за Young Money, Cash Money и Universal Republic. У потрази за преласком са свог дебитантског студијског албума Pink Friday (2010) Минажева је желела да сними пратећу плочу о „само забави”. Стилски, албум је подељен првом половином хип хоп нумера и другом половином денс поп песама. Као извршни продуцент, Минажева је ангажовала разне сараднике.
По објављивању, Pink Friday: Roman Reloaded је добио углавном помешане критике музичких критичара, који су били амбивалентни према Минажином истраживању денс попа. Дебитовао је на првом месту на америчкој листи Billboard 200, продавши 253.000 примерака у првој недељи. Тиме је постао Минажин други албум број један у земљи, а такође је био и њен први који је дебитовао на врхунцу. Албум је добио двоструко платинасти сертификат Америчког удружења дискографских кућа (АУДК) за комбиновану продају албума, продају песама, аудио и видео-стримове на захтев што је еквивалентно два милиона јединица за продају албума. На међународном плану, албум је достигао врхунац на првом месту у Канади и Уједињеном Краљевству, а стигао је до првих пет у Аустралији, Ирској и Новом Зеланду.
Албум је промовисан са шест синглова. Његов водећи сингл „Starships” достигао је пето место на америчкој листи  100. Следећи синглови „Right by My Side” и „Beez in the Trap” доживели су умерен успех на листи Hot R&B/Hip-Hop Songs. „Pound the Alarm” је достигао 15, а „Va Va Voom” 22. место на листи Billboard Hot 100. „Automatic” је објављен као сингл само на француском језику. Албум је додатно промовисан турнејама Pink Friday Tour и Pink Friday: Reloaded Tour, које су биле усредсређене на Северну Америку, Азију, Европу и Океанију током маја и децембра 2012. године.

## Списак песама
Заслуге прилагођене из белешки са албума..
| №               | Назив                     | Аутор(и)                                                                              | Продуцент(и)    | Трајање |  |
| 1.              |                           | Оника Мараж Винстон Томас Л. Нахт Сафари Самјуелс                                     |                 | 4.05    |  |
| 2.              |                           | Мараж Чонси Холис                                                                     |                 | 3.05    |  |
| 3.              | (са -ом и Риком Росом)    | Мараж Холис Вилијам Робертс Камерон Џајлс                                             |                 | 3.33    |  |
| 4.              | (са -ом)                  | Мараж М. Џордан Тохид Епс                                                             |                 | 4.28    |  |
| 5.              |                           | Мараж Рајан Мароне Самјуелс Гарик Смит                                                |                 | 3.13    |  |
| 6.              | (са Лил Вејном)           | Мараж Двејн Картер Млађи Рикардо Ламаре Самјуелс                                      |                 | 3.16    |  |
| 7.              | (са Насом, Дрејком и -ом) | Мараж Тајлер Вилијамс Никил Ситарам Обри Грејам Џеј Џенкинс Насир Џоунс Џејсон Тејлор |                 | 4.56    |  |
| 8.              | (са Крисом Брауном)       | Мараж Ворен „Oak” Фелдер Ендру „ ” Вансел Естер Дин Џ. Робертс Џ. Томас Р. Колсон     |                 | 4.25    |  |
| 9.              | (са Лил Вејном и -јом)    | Мараж Ернест Вилсон Самјуелс Метју Хол Картер Боби Вилсон                             |                 | 3.27    |  |
| 10.             |                           | Мараж Надир Хајат Карл Фолк Рами Јакуб Вејн Хектор                                    | Рами Фолк       | 3.30    |  |
| 11.             |                           | Мараж Хајат Фолк Јакуб Билал Хаџи Ешраф Џануси                                        | Фолк Рами       | 3.25    |  |
| 12.             |                           | Мараж Хајат Алекс Папаконстантиноу Бјорн Дјупстром Хаџи Хектор                        |                 | 3.15    |  |
| 13.             |                           | Мараж Хајат Џими Торнфелт Џералдо Сандел                                              |                 | 3.18    |  |
| 14.             |                           | Мараж Александер Грант Естер Дин                                                      |                 | 3.47    |  |
| 15.             |                           | Мараж Данијел Џејмс Лија Хејвуд Род Голас Џ. Р. Ротем                                 | Џ. Р. Ротем     | 3.16    |  |
| 16.             |                           | Лукаш Горвалд Кели Шијан Хенри Волтер                                                 |                 | 3.06    |  |
| 17.             |                           | Мараж Вансел Фелдер                                                                   |                 | 3.00    |  |
| 18.             |                           | Мараж Д. Џонсон М. Дејвис К. Гросет                                                   |                 | 4.39    |  |
| 19.             |                           | Мараж Тина Данам Самјуелс                                                             |                 | 3.16    |  |
| Укупно трајање: | Укупно трајање:           | Укупно трајање:                                                                       | Укупно трајање: | 69.00   |  |

| №               | Назив                      | Аутор(и)                                    | Продуцент(и)        | Трајање |  |
| 20.             | (Давид Гета са Ники Минаж) | Мараж Давид Гета Ђорђо Тјунфорт Дин         | Давид Гета Тјунфорт | 3.19    |  |
| 21.             |                            | Мараж Готвалд Алан Грајг Макс Мартин Волтер |                     | 3.03    |  |
| 22.             |                            | Мараж Готвалд Бенџамин Левин Мартин Волтер  | Бени Бланко         | 3.48    |  |
| Укупно трајање: | Укупно трајање:            | Укупно трајање:                             | Укупно трајање:     | 79.10   |  |

| №               | Назив                              | Аутор(и)                      | Продуцент(и)    | Трајање |  |
| 23.             | (са -ом и Сафаријем „SB” Самјуелсом) | Мараж Самјуелс Ленард Макелви | непознато       | 21.03   |  |
| Укупно трајање: | Укупно трајање:                    | Укупно трајање:               | Укупно трајање: | 100.13  |  |